# Bupleurum boissieri
Bupleurum boissieri är en flockblommig växtart som beskrevs av George Edward Post. Bupleurum boissieri ingår i släktet harörter, och familjen flockblommiga växter. Inga underarter finns listade i Catalogue of Life.